# 시티오브브래드퍼드

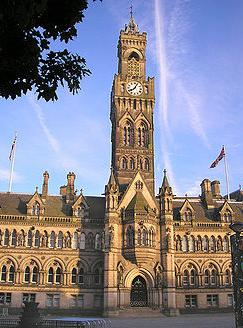
시티오브브래드퍼드

시티오브브래드퍼드의 위치

시티오브브래드퍼드(영어: City of Bradford)는 잉글랜드 웨스트요크셔주의 도시로 중심 도시는 브래드퍼드이며 면적은 370km2, 인구는 523,100명(2011년 기준), 인구 밀도는 1,290명/km2이다.